# The Hellcat Spangled Shalalala
The Hellcat Spangled Shalalala è un singolo degli Arctic Monkeys, il secondo estratto dall'album Suck It and See del 2011.
L'edizione in vinile ha come lato B una traccia (Little Illusion Machine (Wirral Riddler)) accreditata a Miles Kane e ai The Death Ramps. Quest'ultimo è lo pseudonimo che il gruppo aveva già adottato quando nel 2007 fu pubblicata un'edizione limitata in vinile del singolo Teddy Picker, e il lato B Nettles venne accreditato proprio a tale nome.
L'8 agosto 2011, molte delle copie del singolo sono state distrutte da un incendio scoppiato nel deposito del PIAS Entertainment Group durante i disordini di Londra, impedendone la vendita nei negozi. Dopo questi avvenimenti il singolo è disponibile esclusivamente sul sito della band.

## Video
Il videoclip del brano, diretto da Focus Creeps, è stato reso disponibile il 6 luglio 2011 e mostra la band insieme alla modella Scarlett Kapella che interpreta la "hellcat".

## Tracce
7"
Musiche di Arctic Monkeys.
1. The Hellcat Spangled Shalalala – 3:00 (testo: Alex Turner)
2. Little Illusion Machine (Wirral Riddler) – 3:07 (testo: Miles Kane/The Death Ramps)

Download digitale
1. The Hellcat Spangled Shalalala – 3:00
2. Little Illusion Machine (Wirral Riddler) – 3:11

## Classifiche
| Classifiche (2011)         | Posizione |
| -------------------------- | --------- |
| Belgio (Ultratip Flanders) | 25        |